# Józef Rusak
Józef Rusak ps. „Bylina” (ur. 17 marca 1920 w Falewiczach w gm. Kobylnik, zm. 25 września 2021) – polski wojskowy, żołnierz Armii Krajowej, jeden z żołnierzy wyklętych.

## Życiorys
Syn leśnika, członka Legionów Polskich, który podczas pierwszej okupacji sowieckiej ukrywał się przed wywózką na Syberię. Podczas okupacji niemieckiej Józef Rusak działał jako łącznik w oddziale AK ppor. Antoniego Burzyńskiego ps. „Kmicic”. Po podstępnym rozbrojeniu tego oddziału przez partyzantów sowieckich i wymordowaniu jego pięćdziesięciu członków oraz „Kmicica”, nowym dowódcą pozostałych członków został mjr Zygmunt Szendzielarz ps. „Łupaszka”. Utworzył on na bazie rozbitego oddziału 5 Wileńską Brygadę AK. Po jej rozwiązaniu przebił się wraz z kolegą na wschód do Wilna, po czym utworzył 30-osobową grupę samoobrony, walczącej przeciwko sowieckiej okupacji w okolicy jeziora Narocz, następnie przeniósł się do Lublina, a później do Olsztyna, gdzie ponownie nawiązał kontakty z mjr. „Łupaszką” (jedną z kurierek między nimi była Danuta Siedzikówna „Inka”). 
Po przeprowadzce do Lidzbarka Warmińskiego aresztowany przez funkcjonariuszy Urzędu Bezpieczeństwa w 1948 roku. Podczas przesłuchań był torturowany i namawiany do współpracy przeciwko „Łupaszce”. Zwolniony z więzienia w 1953 i inwigilowany z przerwami aż do 1989.

## Odznaczenia
- Krzyż Oficerski Orderu Odrodzenia Polski[5]
- Krzyż Kawalerski Orderu Odrodzenia Polski[6][7]
- Srebrny Krzyż Zasługi[8]
- Medal za Długoletnie Pożycie Małżeńskie[8]
- Medal Wojska[8]
- Krzyż Partyzancki[8]
- Krzyż Armii Krajowej[8]
- Złoty Medal „Za zasługi dla obronności kraju”[8]
- Srebrny Medal Opiekuna Miejsc Pamięci Narodowej[8]
- Odznaka „Weteran Walk o Wolność i Niepodległość Ojczyzny” (UDSKiOR)[8]
- Krzyż Pamiątkowy Akcji „Burza” (Niezależny Ruch Kombatancki AK)[8]
- Order Męczeństwa i Zwycięstwa (Ogólnopolska Wojskowa Organizacja Niepodległościowa)[8]
- Krzyż Walki o Niepodległość z mieczami (Stowarzyszenie Kombatantów Polskich w Kraju „ANTYK”)[8]
- Krzyż Zasługi Obrońców Ojczyzny (Stowarzyszenie Polskich Kombatantów)[8]
- Krzyż Kawalerski Oznaki Honorowej ZIWRP (Związek Inwalidów Wojennych RP)[8]
- Krzyż Więźnia Politycznego (Stowarzyszenie Polskich Byłych Więźniów Politycznych)[8]